# Titus Kockel
Titus Kockel (* 1965 in Hannover) ist ein deutscher Historiker.

## Leben
Titus Kockel wurde 1965 in Hannover geboren. Er stammt aus einer Akademikerfamilie: Sein Vater, Franz Kockel, war promovierter Geologe und langjähriger Direktor der Bundesanstalt für Geowissenschaften und Rohstoffe in Hannover, sein Großvater, Carl Walter Kockel, war Professor für Geologie und Paläontologie an der Universität Leipzig und sein Urgroßvater, Richard Kockel, war Universitätsprofessor und Direktor des Leipziger Instituts für gerichtliche Medizin.
Er studierte an der TU Berlin Geschichte, wo er auch anschließend im Jahr 2003 mit der Dissertationsschrift Geologie und deutsche Erdölpolitik 1928–1938. promovierte. Sein Doktorvater war Heinz Reif. Tätig ist Kockel unter anderem als Fachautor, als Leiter des Kulturreferats beim Zentralverband des Deutschen Handwerks (ZDH) und als Mitglied des Expertenkomitees Immaterielles Kulturerbe der Deutschen bei der UNESCO-Kommission.

## Werke (Auswahl)
- Deutsche Ölpolitik 1928–1938. De Gruyter, 2005, ISBN 978-3-05-008399-5
- Von Krieg zu Krieg. Zwei Studien zur deutschen Erdölpolitik in der Zwischenkriegszeit. Eichholtz, 2008, ISBN 978-3-86583-291-7.
- Deutsche Ölpolitik im Zeitalter der Weltkriege. Studien und Dokumente. Leipziger Univ.-Verl., 2010, ISBN 978-3-86583-490-4.
- Geschichte des Handwerks – Handwerk im Geschichtsbild. Mecke Duderstedt, 2014, ISBN 978-3-86944-135-1.